# Albert Henraux
Albert Henraux, ou Albert S. Henraux, ou Albert Sancholle Henraux, né en 1881 et mort en 1953, est un administrateur et collectionneur français.

## Biographie
Diplômé de l'École libre des sciences politiques, il a été président de la Société des Amis du Louvre et président du Conseil supérieur des Musées nationaux. De novembre 1944 à décembre 1949, il a présidé la Commission de récupération artistique chargée de rapatrier en France les œuvres d'art, objets d'art et objets précieux, livres, archives et manuscrits, spoliés et sortis du territoire par les Allemands durant l'Occupation. Dans cette administration, placée sous la tutelle du Directeur des Arts et Lettres et du Ministre de l'Éducation nationale, il était le supérieur hiérarchique de Michel Florisoone et de Rose Valland. 
Après la guerre, à partir des œuvres rapatriées, il a organisé l'exposition Les chefs-d'œuvre des collections privées françaises, retrouvées en Allemagne (Paris : Musée de l'Orangerie, 1946).
En tant que membre de l'Institut de France, il a été nommé conservateur du Musée Condé après la guerre.
Il est le frère du collectionneur Lucien Henraux (1877-1926) et le beau-frère de Marie Bernières-Henraux, sculptrice, ancienne élève d'Auguste Rodin. En 1921, il épouse Rosalia Abreu dont il se sépare avant la guerre.

## Principales publications
- Rapports de la France et du Piémont de 1795 à 1804, Mémoire de l'École libre des sciences politiques, Paris, 1902.
- Exposition internationale de 1937 : Groupe 1. Classe 3. Musées et expositions. Section 1. Muséographie, Catalogue, guide illustré..., Paris : Editions Denoël, 1937.
- Les chefs-d'œuvre des collections privées françaises, retrouvées en Allemagne, Paris : Musée de l'Orangerie, 1946.
- Le cabinet de l'amateur : catalogue de l'exposition au Musée de l'Orangerie des Tuileries, février-avril 1956, organisée par la Société des Amis du Louvre en souvenir de M.A.S. Henraux, Paris : Éditions des musées nationaux, 1956.